# Maria Callewaert-Casselman

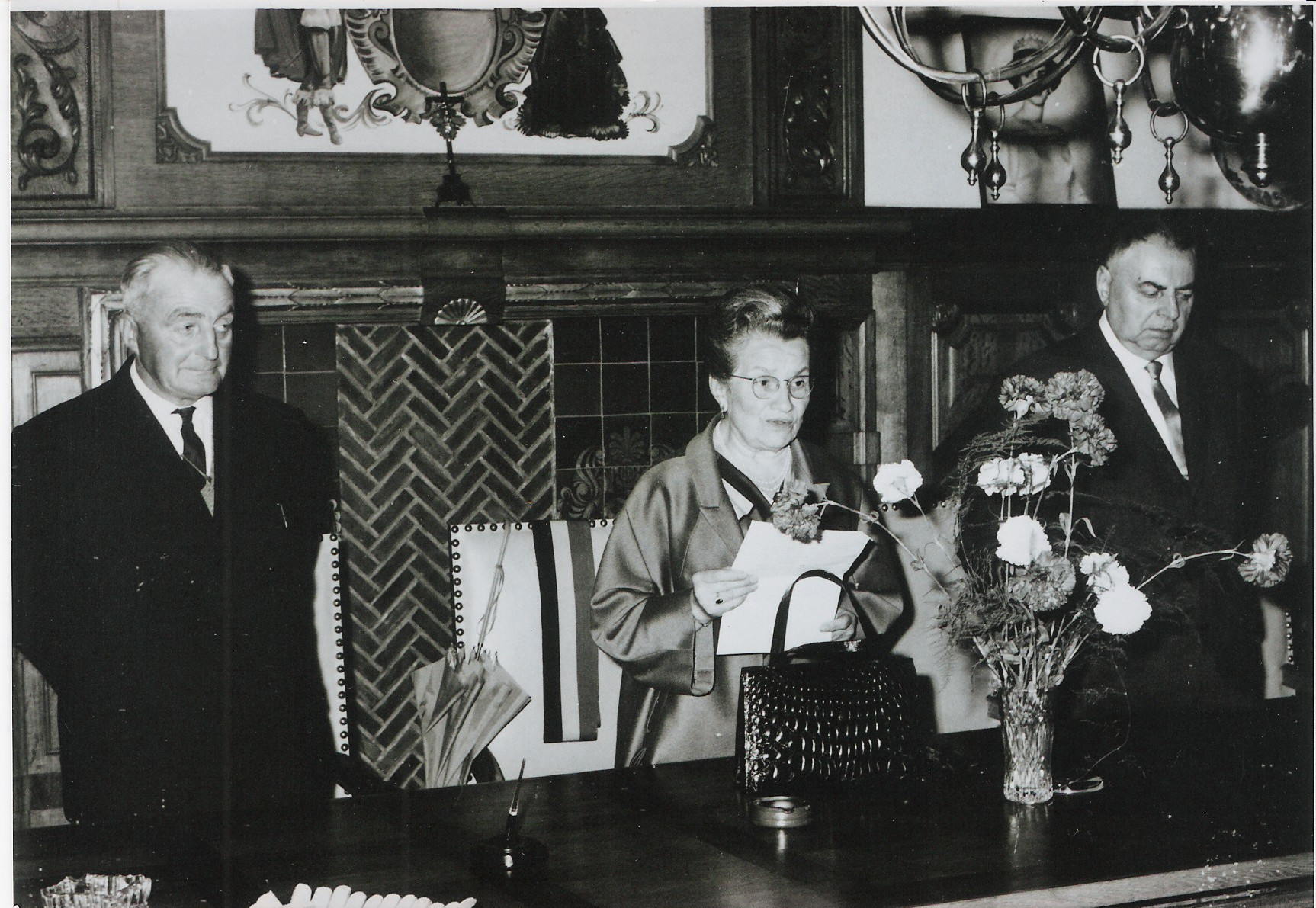
Marie-Louise Casselman als burgemeester van Lichtervelde met twee schepenen in de jaren zestig

Marie-Louise Casselman was een Belgisch politica (Sint-Andries, 23 januari 1892 - Assebroek - Brugge, 10 november 1987) en een van de eerste vrouwelijke burgemeesters van België. Ze was in de gemeentepolitiek van Lichtervelde actief.

## Echtgenote van een burgemeester
Casselman huwde op 7 september 1920 te Zandvoorde (waar haar ouders een landbouwbedrijf hadden) met Eugène Callewaert en ze kregen vier zoons en een dochter. Callewaert was accordeonbouwer in de Statiestraat. Hij had de zaak van zijn vader Felix Callewaert overgenomen, nadat deze tijdens de Eerste Wereldoorlog was overleden. De fabriek werd uitgebreid met een juwelierszaak die door Maria Casselman werd uitgebaat.
Eugène Callewaert werd in januari 1939 burgemeester van Lichtervelde voor de lokale partij, de Katholieke Burgersgilde. Hij werd in 1942 door de Duitse bezetter opgepakt als lid van het verzet. Samen met 12 andere Lichterveldse partij- en verzetslieden werd hij opgesloten in het kamp van Esterwegen en in 1944 werd hij in Wolfenbüttel onthoofd.

## Politieke loopbaan
De politieke top van de Katholieke Burgersgilde was na de Tweede Wereldoorlog verdwenen. Het vooroorlogse schepencollege was overleden of in Duitsland terechtgesteld. De partij vond een kopstuk in de weduwe van Callewaert. Voordien was Maria Casselman niet politiek actief en de keuze voor haar was als een eerbetoon voor haar man te beschouwen. Zij werd in oktober 1946 vlot verkozen. In januari 1947 werd ze gemeenteraadslid en op 27 februari werd ze tot burgemeester benoemd. Aldus werd ze een van de eerste vrouwelijke burgemeesters in België, nog voor de intrede van het vrouwenstemrecht in 1948.

## Infrastructuur
Tijdens haar eerste legislatuur werd een herdenkingsmonument voor de slachtoffers van beide wereldoorlogen op de markt onthuld. Het was een van de grootste in het land en werd in 1949 bezocht door prinses Josephine Charlotte van België.
In de jaren 1950 was Casselman samen met haar schepenen bijzonder actief op het gebied van openbare werken. De centrumstraten zoals de Stegelstraat en de Kleine Statiestraat werden heraangelegd, rechtgetrokken en verbreed. Die laatste kreeg een nieuwe naam, de Burgemeester Callewaertlaan, naar haar overleden man. Daarna werden de landbouwwegen verhard. De gemeente was in de regio op dat vlak toonaangevend.

## Campagnes
Het bewind van Maria Callewaert-Casselman werd gekenmerkt door de harde verkiezingscampagnes van 1952 en vooral van 1958. De Lichterveldse gemeentepolitiek bleef een verbeten strijd tussen de 'Burgersgilde' en 'De Zwaan'. Het oorlogsverleden was hierbij nooit ver weg, terwijl de pamfletten en affiches soms heel persoonlijk werden. De uitslag van 1958 (zeven zetels voor de Burgersgilde, vier voor De Zwaan) werd pas na beroep bij de Raad van State bekrachtigd en die had het over een strijd die het normale ver overschreed.
Ook in 1964 won de lijst van de burgemeester het van de CVP die 'De Zwaan' opvolgde. De Burgersgilde had zich niet onder die vlag willen scharen.

## Einde loopbaan
Callewaert-Casselman was succesvol als plaatselijk bestuurder, en kon rekenen op een populair en sterk schepencollege. In 1967 gaf ze, na twintig jaar burgemeesterschap de fakkel door aan de jonge schepen Georges Decuypere. Ze verliet de lokale politiek en de gemeente, en ging wonen in de seniorie Berkenhof in Assebroek. Ze overleed in 1987 in Brugge en werd bijgezet in het familiegraf in Lichtervelde. In 2001 zou Ria Beeusaert-Pattyn haar als tweede vrouwelijke burgemeester van Lichtervelde opvolgen.